# 千代岡車站
千代岡車站（日语：／ Chiyogaoka eki */?）是一由北海道旅客鐵道（JR北海道）所經營的鐵路車站，位於日本北海道旭川市境內，是地方交通線富良野線沿線一個無人駐守的車站，也是旭川市範圍內位置最南的一座車站。業務上，千代岡車站是由JR北海道旭川支社負責管轄。

## 車站構造
千代岡是一個設置有一對相對式月台、共2條乘車線的地面車站，兩月台間以設置在車站內的平交道連結。由於車站內並未配置站務人員，因此設置自動售票機以提供基本的票務服務。

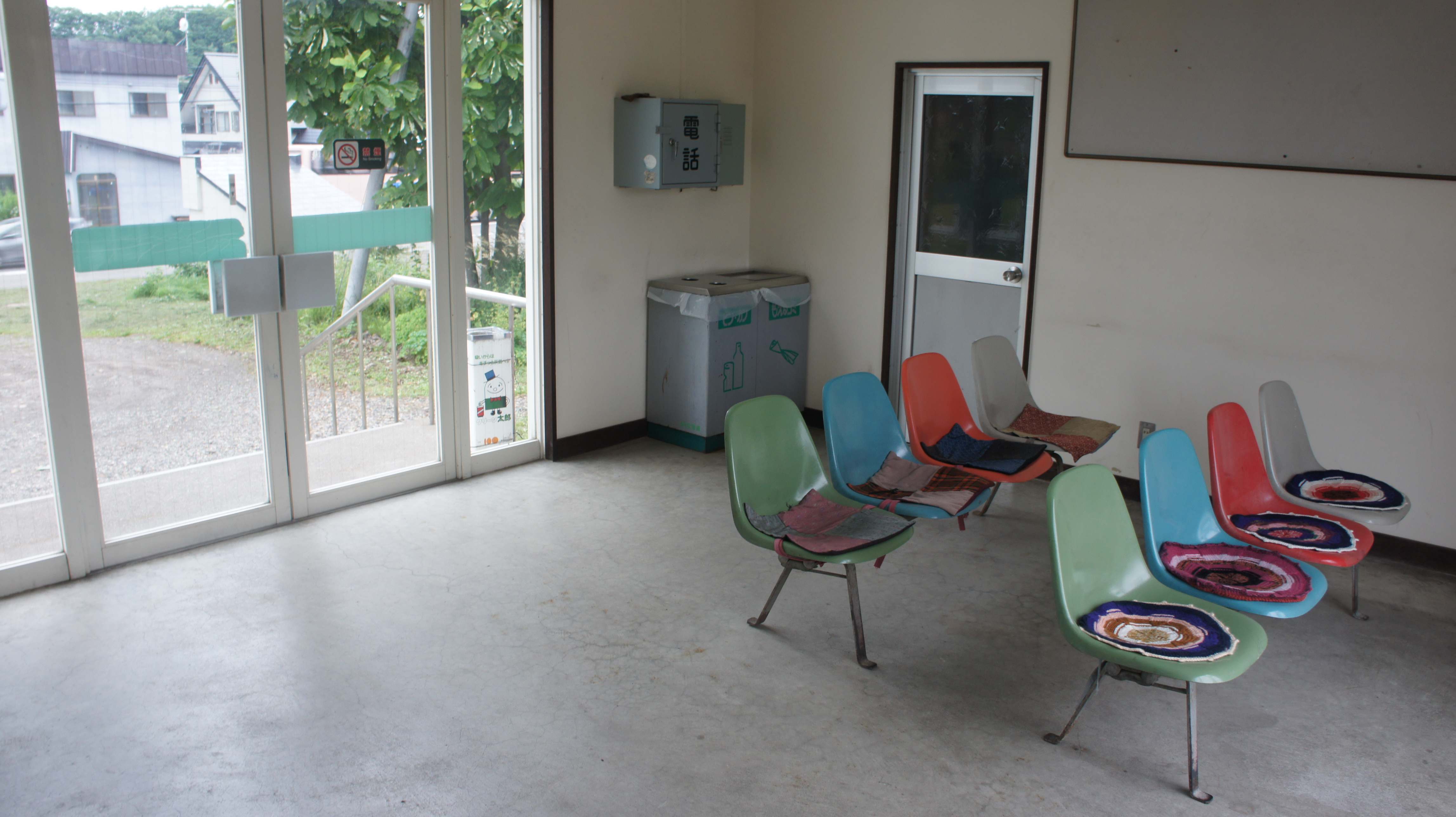
候車室（2017年7月）
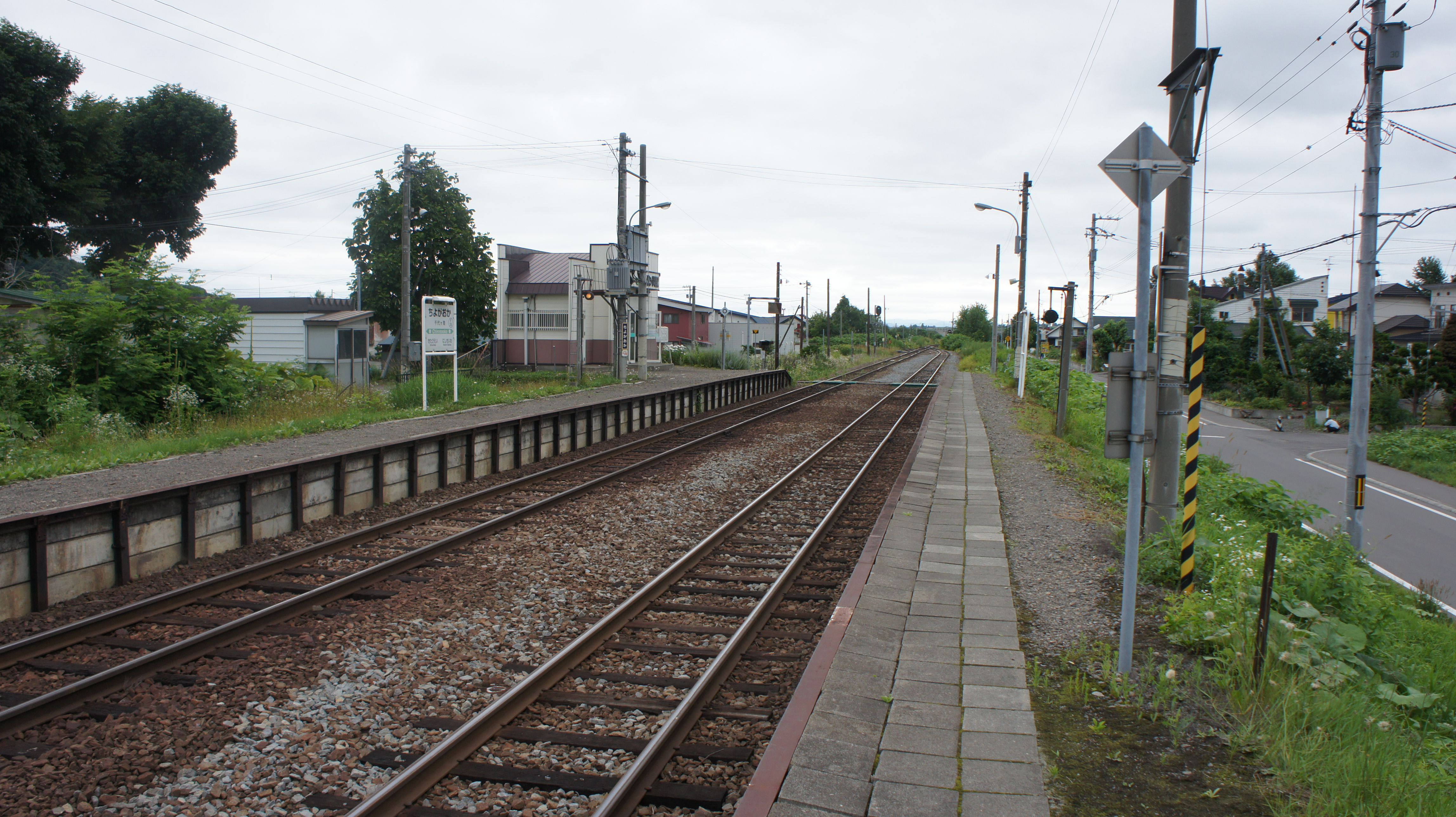
月臺（2017年7月）
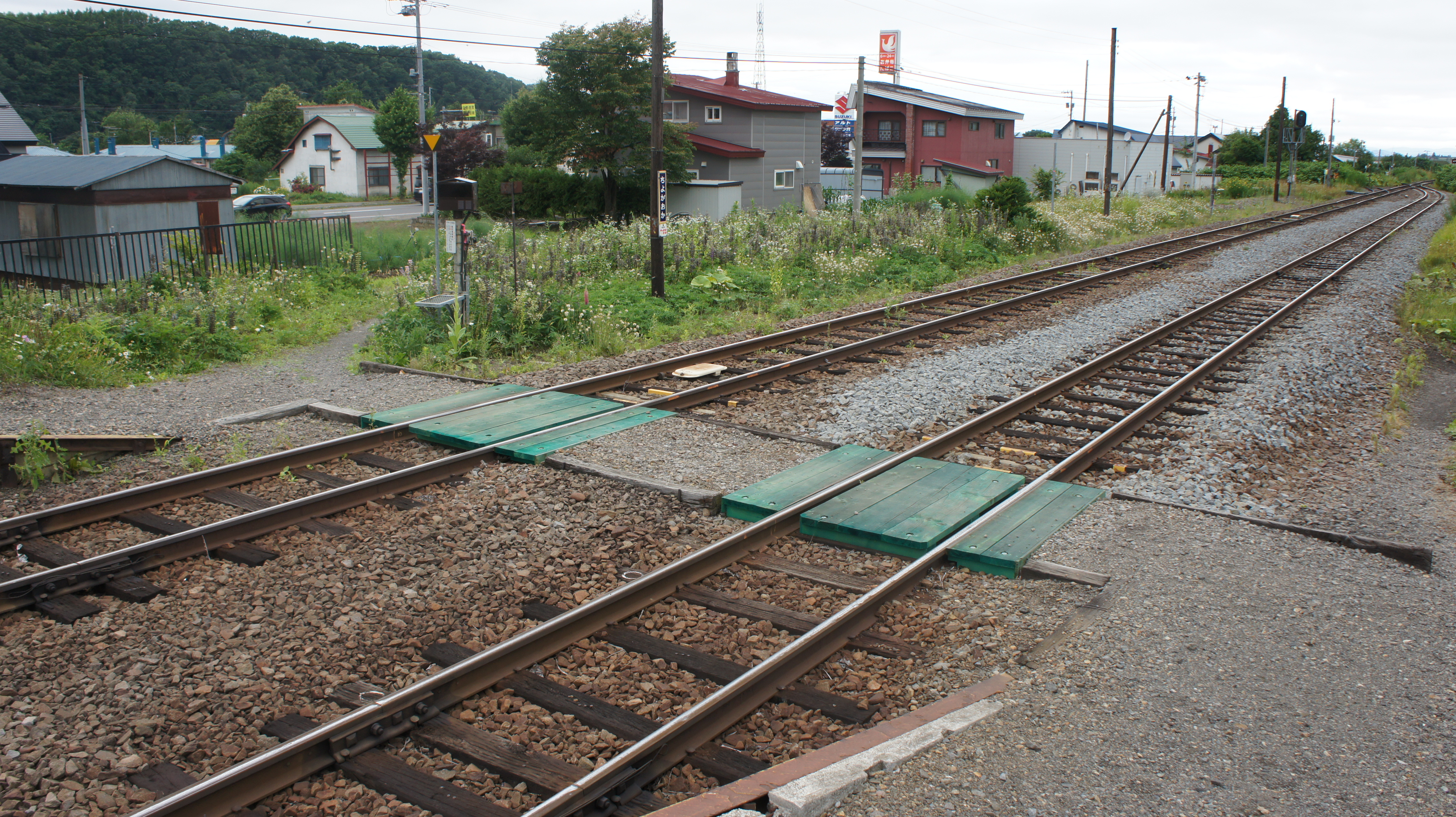
站内平行道（2017年7月）
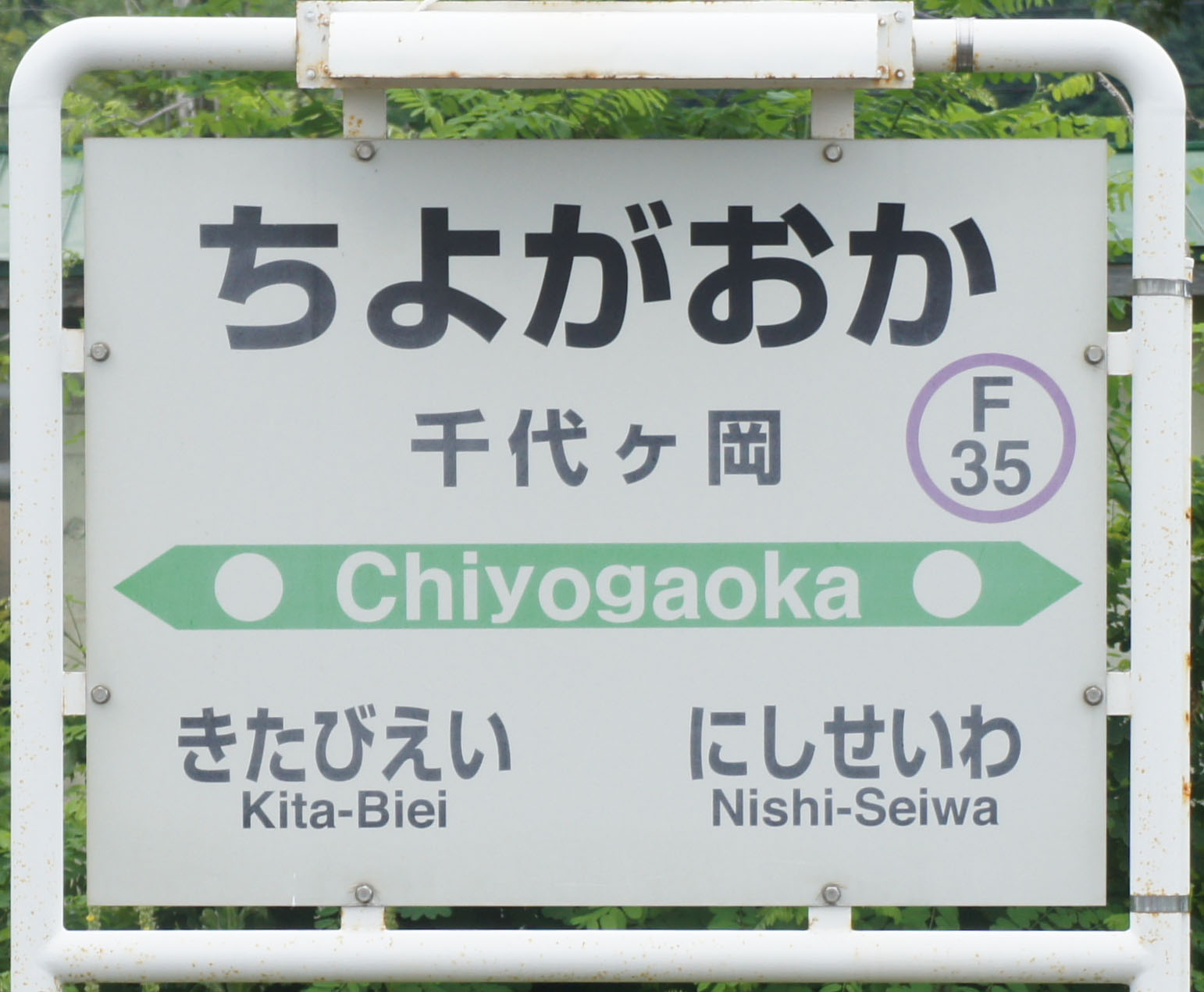
站名標（2017年7月）

## 車站周圍
車站周圍為一個小型的聚落，沿著日本國道237號的路旁，可以見到一些商店等設施聚集。
- 國道237號
- 旭川東警署（日语：旭川東警察署）千代岡駐在所
- 千代岡郵局
- 東神樂農業協同組合（JA東神樂）千代岡支所
- Woody王國
- 道北巴士（日语：道北バス）「千代岡車站前」巴士站
- 旭川機場（約5.1公里）

千代岡車站是距離旭川機場（旭川空港）距離最近（約5.1公里）的鐵路車站，因此在2003年11月18日時，曾試行過作為該機場的接駁車站，在車站與機場間提供免費公車配合列車時刻表進行接駁，為期一週之後因功效不彰而停辦。

## 歷史
- 1936年（昭和11年）9月10日 - 日本國有鐵道千代岡開始營運。一般車站。
- 1962年（昭和37年）11月1日 - 停辦貨運服務。
- 1983年（昭和58年）9月1日 - 停辦行李托運。
- 1984年（昭和59年）9月1日 - 車站簡易委託化。
- 1987年（昭和62年）4月1日 - 日本國鐵分割民營化後，由JR北海道繼承業務。
- 1989年（平成元年） - 車站改建。
- 1992年（平成4年）4月1日 - 廢除簡易委託，車站無人化。
- 2003年（平成15年）11月18日 - 試行提供車站與旭川機場之間的免費接駁巴士服務。

## 相鄰車站
北海道旅客鐵道（JR北海道）
■富良野線
北美瑛（F36）－千代岡（F35）－西聖和（F34）

## 外部連結
- 千代岡車站（JR北海道旭川支社）（日語）
- 全驛參觀之旅（页面存档备份，存于）（日語）

43°38′37.59″N 142°27′3.81″E / 43.6437750°N 142.4510583°E